# David Levering Lewis
Pour les articles homonymes, voir Lewis.
David Levering Lewis (né le 25 mai 1936 à Little Rock) est historien, biographe et professeur américain.

## Biographie
David Levering Lewis est surtout connu pour sa biographie en deux parties de W. E. B. Du Bois pour laquelle il a reçu successivement deux prix Pulitzer de la biographie ou de l'autobiographie :  en 1994 pour W. E. B. Du Bois: Biography of a Race, 1868–1919 (Henry Holt & Company, 1994) et en 2001 pour W. E. B. Du Bois: The Fight for Equality and the American Century (Henry Holt & Company, 2000).
Il est professeur d'histoire à l'université de New York.